# Stenopyga belinga
Stenopyga belinga es una especie de mantis de la familia Mantidae.

## Distribución geográfica
Se encuentra en Gabón.